# Phyllomacromia seydeli
Phyllomacromia seydeli – gatunek ważki z rodziny Macromiidae.